# Engicon
Engicon (Geldof) is een Europees metaalconstructiebedrijf voor industriële projecten van op- en overslag en verwerking van vloeistoffen en gassen in de petrochemische industrie. Engicon is een privaat bedrijf, ook actief onder de merknaam ‘Geldof’. Het heeft zijn hoofdkantoor aan de Broelkaai in Harelbeke met dochterondernemingen in Nederland (Rotterdam) en Polen (Kępno).

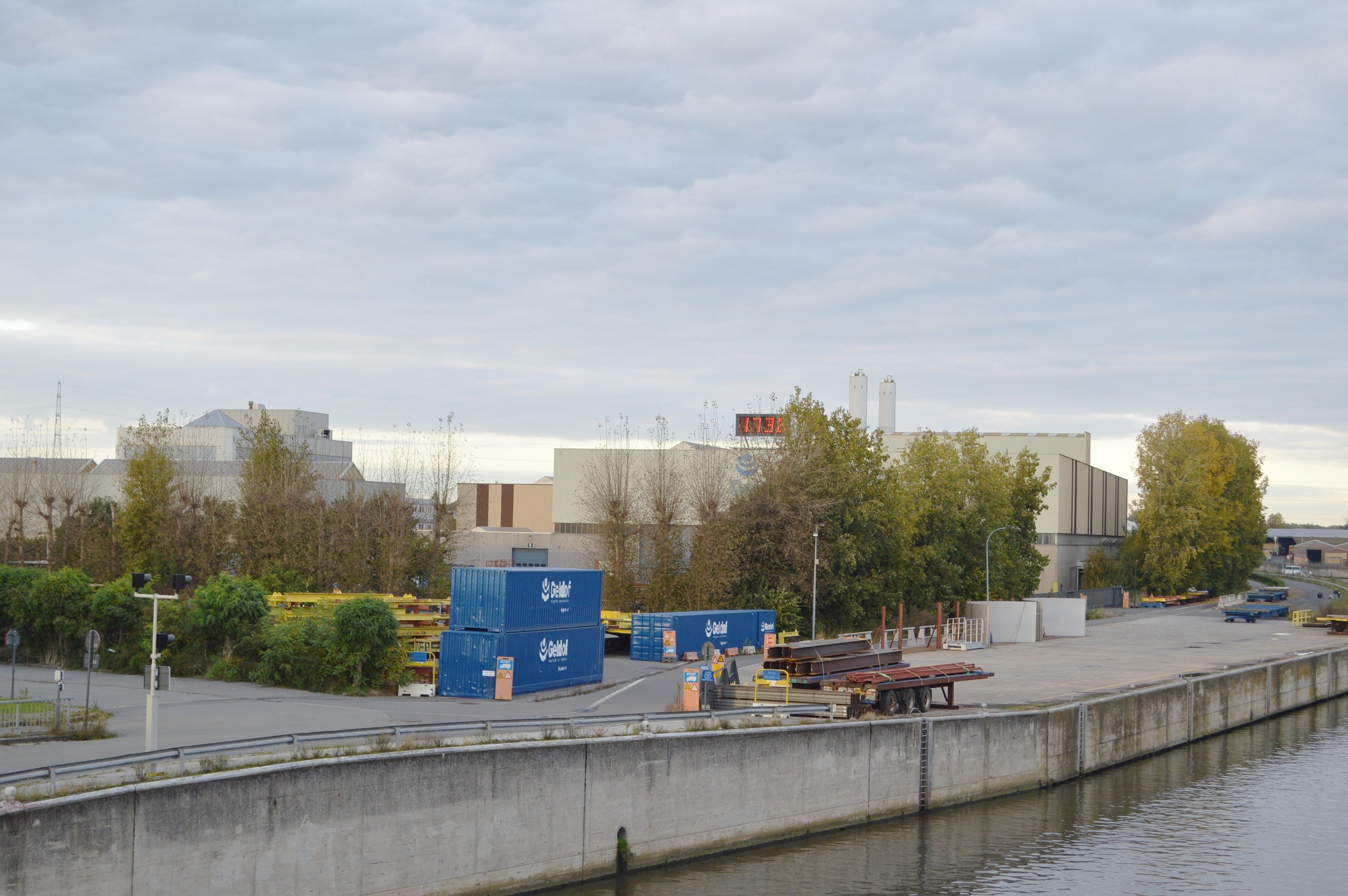
Site Geldof gelegen aan de Broelkaai in Harelbeke. Het bedrijf hangt af van binnenvaart voor de transport van afgewerkte constructies.

## Bedrijfsstructuur
De onderneming is georganiseerd onder de Engicon Group en omvat de Poolse dochteronderneming; Engicon spółka z o.o.n en een Nederlands dochteronderneming; Engicon Nederland bv.
De Engicon Group, wat ongeveer 350 mensen tewerkstelt, heeft haar maatschappelijke zetel in Evere, België.

## Geschiedenis
Geldof werd opgericht in Harelbeke in 1969 door ondernemer Michel Geldof die voorheen actief was in de vlasnijverheid.
Tijdens de jaren tachtig breidde de onderneming haar capaciteit sterk uit en werd begonnen met een engineerafdeling.
In maart 1996 nam Geldof de failliete metaalconstructiebedrijf G&G International uit Willebroek over. In 2015 ging G&G opnieuw failliet, maar dit had geen gevolgen voor zusterbedrijf Geldof. Deze laatste nam het merk en intellectueel eigendom van G&G International over.
In 2012 werd de bedrijfsnaam omgedoopt tot Engicon, met behoud van de merknaam Geldof.